# Kodemmtoré
Kodemmtoré est une localité du département de Pabré, dans la province de Kadiogo (région Centre) au Burkina Faso. En 2006, cette localité comptait 170 habitants dont 50 % de femmes.